# Флаг региона Шампань — Арденны
Флаг Шампань-Арденны — флаг французского региона Шампань — Арденны.

## Исторический флаг
До 1967 года использовался неофициальный флаг с гербом города: синий флаг с белой полосой посредине, обвитой золотой вышивкой.
Обшивка символизирует замки, образовавшие графство Шампань. Их количество отличается в зависимости от размера флага, нет точного числа.
В 2010 году Парижский монетный двор выпустил монету достоинством 10 евро с изображением флага Шампани, которая представляет регион в серии памятных монет «евро регионов».